# 成高子駅
成高子駅（せいこうしえき）とは、中華人民共和国黒竜江省ハルビン市香坊区成高子鎮に位置する成賓線、浜綏線の駅。現在は、中国鉄路ハルビン局集団有限公司の管轄下にあり、駅の等級は四等駅の扱いとなっている。この駅を起点としてハルビン駅からは20km、綏芬河駅からは528km離れている。

## 歴史
- 1903年 - 開業。

## 隣の駅
中華人民共和国鉄道部
浜綏線
新香坊駅 - 成高子駅 - 舎利屯駅
成賓線
成高子駅 - 賓西駅
座標: 北緯45度41分51秒 東経126度49分49秒 / 北緯45.6976度 東経126.8304度